# Villámmacskák (televíziós sorozat, 1985)
A Villámmacskák[forrás?] (ThunderCats) 1985-ös rajzfilmsorozat, amelyet Tobin Wolf készített különböző amerikai tévécsatornák számára. Magyarországon soha nem került bemutatásra. A műsorban a címadó macskaszerű űrlények kalandjait lehet nyomon követni, akik egy teljesen más bolygón élnek. Mindig megmentik planétájukat a gonosz népektől. A sorozat négy évadot élt meg 130 epizóddal. Nagyon népszerű volt, ezért 2011-ben „rebootolták”, ekkor a Cartoon Network támasztotta fel a Villámmacskákat. 22 perces egy epizód. Amerikában 1985. január 23-tól 1989. szeptember 29-ig sugározta több tv-csatorna. A siker hatására franchise alakult ki a műsorból.